# 雅芳茅斯
雅芳茅斯（英語：Avonmouth，/ˈeɪ.vənmaʊθ/ AY-vən-mowth）是英格兰布里斯托尔的郊區和港口，地處塞文河口的东岸和雅芳河的北岸。雅芳茅斯境內有仓储業、轻工业等行業以及化工廠 和燃氣發電站。19世纪早期的地图上標註雅芳茅斯为一片农田。